# پاپاراتزی (ترانه لیدی گاگا)
«پاپاراتزی» (به انگلیسی: Paparazzi) آهنگ خواننده پاپ آمریکایی لیدی گاگا است. این آهنگ به عنوان آخرین ترانه از آلبوم شهرت در ۵ ژوئیه ۲۰۰۹ منتشر شد. این ترانه در چارت‌های استرالیا، کانادا، ایرلند، انگلستان و ایالات متحده آمریکا جزء ۱۰ ترانه برتر بود و در چارت‌های جمهوری چک، آلمان، US Hot Dance Club Songs و US Pop Songs اول شد.
موزیک ویدئو این ترانه در ام تی وی ویدئو موزیک اورادز ۲۰۰۹ در دو زمینه نامزد جایزه شد. گاگا این ترانه را در مراسم ام تی وی ویدئو موزیک اورادز ۲۰۰۹ اجرا کرد.